# 머크 (영화)
《머크》(Morke, Murk)는 덴마크에서 제작된 야니크 요한센 감독의 2005년 호러, 스릴러, 드라마 영화이다. 니콜라이 리 코스 등이 주연으로 출연하였고 토머스 감멜토프트 등이 제작에 참여하였다.

## 출연

### 주연
- 니콜라이 리 코스
- 니콜라스 브로

### 조연
- 레르케 빈테르 안데르센
- 로라 드라스벡
- 앤 소피 에스퍼슨

## 기타
- 공동제작: 마이크 도우니
- 공동제작: 샘 테일러
- 미술: 피터 드 니어가드